# Steve Rindetoft
Steve Rindetoft, född 7 juli 1939 i Västerås, död där 5 september 2023, var en svensk medeldistanslöpare. Han tävlade för IFK Västerås till och med 1962 och därefter för Västerås IK. 
Rindetoft vann SM på 800 meter 1963 och 1964. 